# FC大奖赛系列
FC大奖赛是任天堂在日本FC磁碟机独占发行的竞速游戏系列。系列有两款游戏：首款为《FC大奖赛 F1赛车》，1987年10月30日发行；第二款为《FC大奖赛II 3D热拉力赛》。两款游戏皆采用支持任天堂磁碟传真外设的特制蓝色磁碟卡，可以将计时赛成绩发送给任天堂，赢得可能的奖品。《F1赛车》的封面上绘有角色马里奥。